# Stenophantes herrerai
Stenophantes herrerai là một loài bọ cánh cứng trong họ Cerambycidae.